# 301949 Hambalek
301949 Hambalek este o planetă minoră (asteroid) din centura de asteroizi. A fost descoperită pe 3 februarie 2000 la Ondřejovská hvězdárna⁠(d) de Peter Kušnirák⁠(d). 
Obiectul prezintă o orbită caracterizată de o semiaxă mare de 2,5474592596616 UAi, o excentricitate de 0,16860745820072, o înclinație de 1,6335043734571 ° în raport cu ecliptica.